# آیلین گرف
آیلین گِرَف (انگلیسی: Ilene Graff؛ زادهٔ ۲۸ فوریهٔ ۱۹۴۹) بازیگر و خوانندۀ اهل ایالات متحده آمریکا است. وی از سال ۱۹۷۹ میلادی تاکنون مشغول فعالیت بوده‌است.

## بخشی از فیلمشناسی
از فیلم‌ها یا برنامه‌های تلویزیونی که وی در آن نقش داشته‌است می‌توان به آثار زیر اشاره کرد.
- هارت آو دیکسی (۲۰۱۱–۲۰۱۵)
- آنابل دوست داشتنی (۲۰۰۶)
- زندگی با فرن (۲۰۰۶)